# Thomas Helmer
Thomas Helmer (Herford, 21 april 1965) is een Duits voormalig voetballer die doorgaans speelde als centrale verdediger. Tussen 1984 en 2000 speelde hij voor Arminia Bielefeld, Borussia Dortmund, Bayern München, Sunderland en Hertha BSC. Helmer maakte in 1990 zijn debuut in het Duits voetbalelftal en kwam tot aan 1998 tot achtenzestig interlands, met daarin vijf doelpunten.

## Clubcarrière
Helmer speelde in de jeugd van SC Bad Salzuflen en brak uiteindelijk voor bij Arminia Bielefeld. In zijn eerste seizoen degradeerde de club naar de 2. Bundesliga. De verdediger trok in 1986 naar Borussia Dortmund. Hier speelde hij zes seizoenen lang als doorgaans basisspeler. Ook won hij één prijs in Dortmund, namelijk de DFB-Pokal 1988/89. Bayern München wilde de Duits international in 1992 overnemen, maar Borussia Dortmund verkocht liever geen spelers aan de rivaal. Hierdoor maakte hij een transfer naar Olympique Lyon. De Franse club verkocht hem echter al snel alsnog aan Bayern München. Bij Bayern speelde hij nog een jaar langer dan bij Dortmund. Met de Beierse club won hij een hoop prijzen. De Duitse landstitel werd driemaal gewonnen, in de seizoenen 1993/94, 1996/97 en 1998/99. Ook de DFB-Pokal 1997/98 werd gewonnen net als de Ligapokal in 1997 en 1998. Ten slotte won Helmer met Bayern één Europese prijs, de UEFA Cup in het seizoen 1995/96. Na afloop van het seizoen 1998/99 stapte Helmer transfervrij over naar Sunderland. Voor de Engelse club speelde hij slechts twee competitiewedstrijden en in de winterstop huurde Hertha BSC de centrumverdediger voor een halfjaar. Na afloop van dat seizoen gingen Sunderland en Helmer definitief uit elkaar. Hierop zette hij ook een punt achter zijn actieve loopbaan.

## Clubstatistieken
| Seizoen | Club              | Competitie     | Competitie | Competitie | Beker | Beker | Internationaal | Internationaal | Totaal | Totaal |
| Seizoen | Club              | Competitie     | Wed.       | Dlp.       | Wed.  | Dlp.  | Wed.           | Dlp.           | Wed.   | Dlp.   |
| ------- | ----------------- | -------------- | ---------- | ---------- | ----- | ----- | -------------- | -------------- | ------ | ------ |
| 1984/85 | Arminia Bielefeld | Bundesliga     | 4          | 0          | 0     | 0     | —              | —              | 4      | 0      |
| 1985/86 | Arminia Bielefeld | 2. Bundesliga  | 35         | 5          | 1     | 0     | —              | —              | 36     | 5      |
| 1986/87 | Borussia Dortmund | Bundesliga     | 34         | 0          | 2     | 1     | —              | —              | 36     | 1      |
| 1987/88 | Borussia Dortmund | Bundesliga     | 30         | 5          | 5     | 1     | 6              | 0              | 41     | 6      |
| 1988/89 | Borussia Dortmund | Bundesliga     | 30         | 3          | 5     | 0     | —              | —              | 35     | 3      |
| 1989/90 | Borussia Dortmund | Bundesliga     | 34         | 4          | 3     | 2     | 4              | 0              | 41     | 6      |
| 1990/91 | Borussia Dortmund | Bundesliga     | 33         | 2          | 1     | 0     | 6              | 2              | 40     | 4      |
| 1991/92 | Borussia Dortmund | Bundesliga     | 29         | 2          | 1     | 0     | —              | —              | 30     | 2      |
| 1992/93 | Bayern München    | Bundesliga     | 34         | 7          | 2     | 0     | —              | —              | 36     | 7      |
| 1993/94 | Bayern München    | Bundesliga     | 28         | 2          | 2     | 0     | 3              | 0              | 33     | 2      |
| 1994/95 | Bayern München    | Bundesliga     | 24         | 4          | 2     | 0     | 8              | 0              | 26     | 4      |
| 1995/96 | Bayern München    | Bundesliga     | 32         | 4          | 2     | 1     | 12             | 1              | 46     | 6      |
| 1996/97 | Bayern München    | Bundesliga     | 24         | 4          | 2     | 0     | —              | —              | 26     | 4      |
| 1997/98 | Bayern München    | Bundesliga     | 28         | 1          | 7     | 1     | 7              | 3              | 42     | 5      |
| 1998/99 | Bayern München    | Bundesliga     | 21         | 2          | 4     | 1     | 2              | 0              | 27     | 3      |
| 1999/00 | Sunderland        | Premier League | 2          | 0          | 0     | 0     | —              | —              | 2      | 0      |
| 1999/00 | → Hertha BSC      | Bundesliga     | 5          | 1          | 1     | 0     | 6              | 0              | 12     | 1      |
| Totaal  | Totaal            | Totaal         | 427        | 46         | 40    | 7     | 54             | 6              | 521    | 59     |

## Interlandcarrière
Helmer maakte zijn debuut in het Duits voetbalelftal op 10 oktober 1990. Op die dag werd een vriendschappelijke wedstrijd tegen Zweden met 1–3 gewonnen. Jürgen Klinsmann, Rudi Völler en Andreas Brehme scoorden voor de Duitsers en de tegentreffer kwam van Stefan Rehn. Helmer mocht van bondscoach Berti Vogts in de basis beginnen en hij speelde het gehele duel mee. De andere Duitse debutant dit duel was Thomas Strunz (Bayern München). In 1992 werd de verdediger door Vogts opgenomen in de Duitse selectie voor het Europees kampioenschap. Hier werd de finale gehaald, waarin Denemarken met 2–0 te sterk was. Helmer speelde in drie wedstrijden mee. Zijn toenmalige teamgenoten Flemming Povlsen (Denemarken) en Michael Schulz (eveneens Duitsland) waren ook actief op het toernooi. Twee jaar later mocht Helmer mee naar het WK 1994. Vogts nam Helmer opnieuw op in zijn selectie. Uiteindelijk was Bulgarije in de kwartfinales te sterk met 2–1. Helmer speelde in drie duels mee dit toernooi. Zijn toenmalige teamgenoten Adolfo Valencia (Colombia), Jorginho (Brazilië) en Lothar Matthäus (eveneens Duitsland) waren ook actief op het toernooi.
Zijn eerste interlanddoelpunt maakte Helmer in zijn vijfendertigste interland tegen Italië op 21 juni 1995. Tijdens dit duel opende hij na vier minuten de score. Door een eigen doelpunt van Paolo Maldini werd het uiteindelijk 2–0. In 1996 bereikte Duitsland opnieuw een eindronde, namelijk het EK in Engeland. Voor de tweede maal op rij wisten de Duitsers de finale van het toernooi te bereiken. Ditmaal werd wel gewonnen; nog steeds onder leiding van Vogts werd in de verlenging met 1–2 gewonnen van Tsjechië. Helmer mocht de gehele wedstrijd meespelen in de finale. Zijn toenmalige teamgenoten Ciriaco Sforza (Zwitserland), Emil Kostadinov (Bulgarije), Mehmet Scholl, Oliver Kahn, Mario Basler, Markus Babbel, Christian Ziege, Jürgen Klinsmann en Thomas Strunz (allen eveneens Duitsland) waren ook actief op het toernooi. Helmer nam afscheid als international op het WK 1998, waar Duitsland in de kwartfinales verloor van Kroatië (0–3). Zijn toenmalige teamgenoten Bixente Lizarazu (Frankrijk), Lothar Matthäus, Oliver Kahn, Markus Babbel, Dietmar Hamann en Michael Tarnat (allen eveneens Duitsland) waren ook actief op het toernooi.
| Interlands van Thomas Helmer voor Duitsland | Interlands van Thomas Helmer voor Duitsland | Interlands van Thomas Helmer voor Duitsland | Interlands van Thomas Helmer voor Duitsland | Interlands van Thomas Helmer voor Duitsland | Interlands van Thomas Helmer voor Duitsland |
| №                                           | Datum                                       | Wedstrijd                                   | Uitslag                                     | Competitie                                  | Goals                                       |
| Als speler van Borussia Dortmund            | Als speler van Borussia Dortmund            | Als speler van Borussia Dortmund            | Als speler van Borussia Dortmund            | Als speler van Borussia Dortmund            | Als speler van Borussia Dortmund            |
| ------------------------------------------- | ------------------------------------------- | ------------------------------------------- | ------------------------------------------- | ------------------------------------------- | ------------------------------------------- |
| 1                                           | 10 oktober 1990                             | Zweden – Duitsland                          | 1 – 3                                       | Vriendschappelijk                           |                                             |
| 2                                           | 19 december 1990                            | Duitsland – Zwitserland                     | 4 – 0                                       | Vriendschappelijk                           |                                             |
| 3                                           | 27 maart 1991                               | Duitsland – Sovjet-Unie                     | 2 – 1                                       | Vriendschappelijk                           |                                             |
| 4                                           | 1 mei 1991                                  | Duitsland – België                          | 1 – 0                                       | EK 1992 kwalificatie                        |                                             |
| 5                                           | 5 juni 1991                                 | Wales – Duitsland                           | 1 – 0                                       | EK 1992 kwalificatie                        |                                             |
| 6                                           | 25 maart 1992                               | Italië – Duitsland                          | 1 – 0                                       | Vriendschappelijk                           |                                             |
| 7                                           | 22 april 1992                               | Tsjecho-Slowakije – Duitsland               | 1 – 1                                       | Vriendschappelijk                           |                                             |
| 8                                           | 18 juni 1992                                | Duitsland – Nederland                       | 1 – 3                                       | EK 1992                                     |                                             |
| 9                                           | 21 juni 1992                                | Zweden – Duitsland                          | 2 – 3                                       | EK 1992                                     |                                             |
| 10                                          | 26 juni 1992                                | Denemarken – Duitsland                      | 2 – 0                                       | EK 1992                                     |                                             |
| Als speler van Bayern München               |                                             |                                             |                                             |                                             |                                             |
| 11                                          | 9 september 1992                            | Denemarken – Duitsland                      | 1 – 2                                       | Vriendschappelijk                           |                                             |
| 12                                          | 14 oktober 1992                             | Duitsland – Mexico                          | 1 – 1                                       | Vriendschappelijk                           |                                             |
| 13                                          | 18 november 1992                            | Duitsland – Oostenrijk                      | 0 – 0                                       | Vriendschappelijk                           |                                             |
| 14                                          | 20 december 1992                            | Uruguay – Duitsland                         | 1 – 4                                       | Vriendschappelijk                           |                                             |
| 15                                          | 24 maart 1993                               | Schotland – Duitsland                       | 0 – 1                                       | Vriendschappelijk                           |                                             |
| 16                                          | 14 april 1993                               | Duitsland – Ghana                           | 6 – 1                                       | Vriendschappelijk                           |                                             |
| 17                                          | 10 juni 1993                                | Brazilië – Duitsland                        | 3 – 3                                       | Vriendschappelijk                           |                                             |
| 18                                          | 13 juni 1993                                | Verenigde Staten – Duitsland                | 3 – 4                                       | Vriendschappelijk                           |                                             |
| 19                                          | 19 juni 1993                                | Engeland – Duitsland                        | 1 – 2                                       | Vriendschappelijk                           |                                             |
| 20                                          | 13 oktober 1993                             | Duitsland – Uruguay                         | 5 – 0                                       | Vriendschappelijk                           |                                             |
| 21                                          | 17 november 1993                            | Duitsland – Brazilië                        | 2 – 1                                       | Vriendschappelijk                           |                                             |
| 22                                          | 15 december 1993                            | Argentinië – Duitsland                      | 2 – 1                                       | Vriendschappelijk                           |                                             |
| 23                                          | 27 april 1994                               | Verenigde Arabische Emiraten – Duitsland    | 0 – 2                                       | Vriendschappelijk                           |                                             |
| 24                                          | 2 juni 1994                                 | Oostenrijk – Duitsland                      | 1 – 5                                       | Vriendschappelijk                           |                                             |
| 25                                          | 8 juni 1994                                 | Canada – Duitsland                          | 0 – 2                                       | Vriendschappelijk                           |                                             |
| 26                                          | 27 juni 1994                                | Duitsland – Zuid-Korea                      | 3 – 2                                       | WK 1994                                     |                                             |
| 27                                          | 2 juli 1994                                 | België – Duitsland                          | 2 – 3                                       | WK 1994                                     |                                             |
| 28                                          | 10 juli 1994                                | Bulgarije – Duitsland                       | 2 – 1                                       | WK 1994                                     |                                             |
| 29                                          | 7 september 1994                            | Rusland – Duitsland                         | 0 – 1                                       | Vriendschappelijk                           |                                             |
| 30                                          | 14 december 1994                            | Moldavië – Duitsland                        | 0 – 3                                       | EK 1996 kwalificatie                        |                                             |
| 31                                          | 18 december 1994                            | Duitsland – Albanië                         | 2 – 1                                       | EK 1996 kwalificatie                        |                                             |
| 32                                          | 22 februari 1995                            | Spanje – Duitsland                          | 0 – 0                                       | Vriendschappelijk                           |                                             |
| 33                                          | 29 maart 1995                               | Georgië – Duitsland                         | 0 – 2                                       | EK 1996 kwalificatie                        |                                             |
| 34                                          | 7 juni 1995                                 | Bulgarije – Duitsland                       | 3 – 2                                       | EK 1996 kwalificatie                        |                                             |
| 35                                          | 21 juni 1995                                | Duitsland – Italië                          | 2 – 0                                       | Vriendschappelijk                           | 4'                                          |
| 36                                          | 23 juni 1995                                | Zwitserland – Duitsland                     | 1 – 2                                       | Vriendschappelijk                           |                                             |
| 37                                          | 23 augustus 1995                            | België – Duitsland                          | 1 – 2                                       | Vriendschappelijk                           |                                             |
| 38                                          | 6 september 1995                            | Duitsland – Georgië                         | 4 – 1                                       | EK 1996 kwalificatie                        |                                             |
| 39                                          | 8 oktober 1995                              | Duitsland – Moldavië                        | 6 – 1                                       | EK 1996 kwalificatie                        | 18'                                         |
| 40                                          | 11 oktober 1995                             | Wales – Duitsland                           | 1 – 2                                       | EK 1996 kwalificatie                        |                                             |
| 41                                          | 15 november 1995                            | Duitsland – Bulgarije                       | 3 – 1                                       | EK 1996 kwalificatie                        |                                             |
| 42                                          | 15 december 1995                            | Zuid-Afrika – Duitsland                     | 0 – 0                                       | Vriendschappelijk                           |                                             |
| 43                                          | 21 februari 1996                            | Portugal – Duitsland                        | 1 – 2                                       | Vriendschappelijk                           |                                             |
| 44                                          | 27 maart 1996                               | Duitsland – Denemarken                      | 2 – 0                                       | Vriendschappelijk                           |                                             |
| 45                                          | 24 april 1996                               | Nederland – Duitsland                       | 0 – 1                                       | Vriendschappelijk                           |                                             |
| 46                                          | 29 mei 1996                                 | Noord-Ierland – Duitsland                   | 1 – 1                                       | Vriendschappelijk                           |                                             |
| 47                                          | 1 juni 1996                                 | Duitsland – Frankrijk                       | 0 – 1                                       | Vriendschappelijk                           |                                             |
| 48                                          | 4 juni 1996                                 | Duitsland – Liechtenstein                   | 9 – 1                                       | Vriendschappelijk                           |                                             |
| 49                                          | 9 juni 1996                                 | Tsjechië – Duitsland                        | 0 – 2                                       | EK 1996                                     |                                             |
| 50                                          | 16 juni 1996                                | Duitsland – Rusland                         | 3 – 0                                       | EK 1996                                     |                                             |
| 51                                          | 19 juni 1996                                | Duitsland – Italië                          | 0 – 0                                       | EK 1996                                     |                                             |
| 52                                          | 23 juni 1996                                | Kroatië – Duitsland                         | 1 – 2                                       | EK 1996                                     |                                             |
| 53                                          | 26 juni 1996                                | Engeland – Duitsland                        | 1 – 1                                       | EK 1996                                     |                                             |
| 54                                          | 30 juni 1996                                | Tsjechië – Duitsland                        | 1 – 2                                       | EK 1996                                     |                                             |
| 55                                          | 4 september 1996                            | Polen – Duitsland                           | 0 – 2                                       | Vriendschappelijk                           |                                             |
| 56                                          | 2 april 1997                                | Albanië – Duitsland                         | 2 – 3                                       | WK 1998 kwalificatie                        |                                             |
| 57                                          | 30 april 1997                               | Duitsland – Oekraïne                        | 2 – 0                                       | WK 1998 kwalificatie                        |                                             |
| 58                                          | 7 juni 1997                                 | Oekraïne – Duitsland                        | 0 – 0                                       | WK 1998 kwalificatie                        |                                             |
| 59                                          | 20 augustus 1997                            | Noord-Ierland – Duitsland                   | 1 – 3                                       | WK 1998 kwalificatie                        |                                             |
| 60                                          | 6 september 1997                            | Duitsland – Portugal                        | 1 – 1                                       | WK 1998 kwalificatie                        |                                             |
| 61                                          | 10 september 1997                           | Duitsland – Armenië                         | 4 – 0                                       | WK 1998 kwalificatie                        |                                             |
| 62                                          | 11 oktober 1997                             | Duitsland – Albanië                         | 4 – 3                                       | WK 1998 kwalificatie                        | 64'                                         |
| 63                                          | 15 november 1997                            | Duitsland – Zuid-Afrika                     | 3 – 0                                       | Vriendschappelijk                           |                                             |
| 64                                          | 22 februari 1998                            | Saoedi-Arabië – Duitsland                   | 0 – 3                                       | Vriendschappelijk                           | 72'                                         |
| 65                                          | 25 maart 1998                               | Duitsland – Brazilië                        | 1 – 2                                       | Vriendschappelijk                           |                                             |
| 66                                          | 5 juni 1998                                 | Duitsland – Luxemburg                       | 7 – 0                                       | Vriendschappelijk                           | 28'                                         |
| 67                                          | 25 juni 1998                                | Iran – Duitsland                            | 0 – 2                                       | WK 1998                                     |                                             |
| 68                                          | 29 juni 1998                                | Duitsland – Mexico                          | 2 – 1                                       | WK 1998                                     |                                             |

## Erelijst
| Competitie             |                   |                           |                   |                   |
| Competitie             | Aantal            | Jaren                     |                   |                   |
| Borussia Dortmund      | Borussia Dortmund | Borussia Dortmund         | Borussia Dortmund | Borussia Dortmund |
| ---------------------- | ----------------- | ------------------------- | ----------------- | ----------------- |
| DFB-Pokal              | 1                 | 1988/89                   |                   |                   |
| Bayern München         |                   |                           |                   |                   |
| Bundesliga             | 3                 | 1993/94, 1996/97, 1998/99 |                   |                   |
| DFB-Pokal              | 1                 | 1997/98                   |                   |                   |
| Ligapokal              | 2                 | 1997, 1998                |                   |                   |
| UEFA Cup               | 1                 | 1995/96                   |                   |                   |
| Duitsland              |                   |                           |                   |                   |
| Europees kampioenschap | 1                 | 1996                      |                   |                   |